# Groß Godems
Groß Godems település Németországban, Mecklenburg-Elő-Pomeránia tartományban. Lakosainak száma 396 fő (2023. december 31.).

## Népesség
A település népességének változása:
| Lakosok száma | 407  | 393  | 400  | 400  | 396  |
|               | 2017 | 2019 | 2021 | 2022 | 2023 |